# 志木ニュータウン
志木ニュータウン（しきニュータウン）は、埼玉県志木市館にある大規模マンション街である。

## 概要
鹿島建設が志木市館の35万m2に及ぶ遊休農地に、会社としては初の大規模住宅団地の開発、建設するプロジェクトであった。

プロジェクトは、マンション建設だけに留まらず、エリア内の商店街（ぺあも～る）、商業ビル（志木ニュータウン鹿島ビル）の商業施設や、周辺道路の計画・建設なども含めた巨大なものであった。
- 元々、柳瀬川沿いの農地という軟弱な場所だったため、当時のマンションとしては、かなり深い位置まで縦杭が打ち込まれ、基礎工事が施された。
- 住人の交通拠点となる「柳瀬川駅」は、ニュータウン開発前には存在しておらず、このニュータウンと近隣住人達のために開設された「新駅」である。
- 世帯数＝約3000世帯
- 郵便番号は、353-0006である。
- マンション群は、下記により構成される。
  - 南の森
    - 壱番街(館1丁目6番地1～15号棟)
    - 弐番街(館2丁目1番地1～9号棟)

  - 中央の森
    - 壱番街(館2丁目8番地1～8号棟)
    - 弐番街(館2丁目2番地1～7号棟)
    - 参番街(館2丁目4番地1～8号棟)

  - 東の森
    - 壱番街(館1丁目1番地1～11号棟)
    - 弐番街(館2丁目6番地1～9号棟)
- 各地区に集会場・役員を設け、夏には夕涼み会、冬にはもちつき大会等が行われている。 また、全街区がまとまって、夏に祭りを行っている。
- 建設初期の1980年代としては、まだ珍しかった20階建のタワーマンション（通称・ガーデンタワー）が、中央の森壱番街に存在し、かつて、不動産バブル経済時は、1億円以上で取引されることもある「億ション」の物件も存在した。
- マンションの管理は東急コミュニティーが請け負っており、ペアクレセントビル内に中央管理センターが置かれている。
- マンモス団地の建設ラッシュから大規模マンションへの変化の過渡期にあたる物件として位置づけられている。

## 沿革
- 1971年（昭和46年） - 鹿島建設が開発プロジェクトチームを結成。
- 1979年（昭和54年） - 志木ニュータウンの一部=南の森壱番街が完成。入居開始。同時に柳瀬川駅完成
- 1980年（昭和55年） - 南の森弐番街、志木市民体育館が完成
- 1981年（昭和56年） - 東の森壱番街が完成
- 1982年（昭和57年） - 中央の森弐・参番街の一部が完成
- 1983年（昭和58年） - 市立館保育園、志木ニュータウン鹿島ビルが完成
- 1984年（昭和59年） - 中央の森弐・参番街が全て完成
- 1985年（昭和60年） - 東の森弐番街が完成
- 1988年（昭和63年） - 中央の森壱番街、商業施設「ぺあも～る」、管理施設が完成　この年をもって当初計画した施設の建設が全て終了
- 1992年（平成4年） - 市立柳瀬川図書館が完成
- 1994年（平成6年） - ペアクレセントビルが完成。同時に柳瀬川駅前郵便局も開局。

## 地理 ・環境
- ニュータウンの北側には柳瀬川が流れていて、毎年春には土手に植えられている桜の花が咲き花見客で賑わう
- またニュータウンの中心を通るマロニエ通りにはケヤキ・ハナミズキ・ツツジ・クチナシ等、たくさんの草花木が植えられている
- 市内では低地に位置している

## ケーブルテレビ
- 1988年に鹿島建設を中心とする出資でケーブルテレビ会社「志木ケーブルメディア 」が設立された。送電線のよる難視エリア発生の解消の役割も兼ねているため、東京電力 が出資に加わり、ニュータウン近隣もサービスエリアとなった。
- 当初マンション屋上に設置されたアンテナの共聴システムより行っていたものを、ケーブル局開設後にケーブルテレビのパススルー方式 に順次変更した。
- パススルー方式での配信は、アナログ放送時代、地上波のみでBSアナログ放送には対応していなかったため、ニュータウンのベランダにBS用パラボラアンテナを設置している世帯が多かった。後に、BSデジタルに移行後、パススルーに対応。

## 交通
- 東武東上線柳瀬川駅下車すぐ
- 志木市ふれあい号（バス）つつじコース館地区・志木第2小学校脇・館保育園前（柳瀬川図書館）・地域活動センター・市民体育館・中央の森（ニュータウン）・サミットストアー裏（柳瀬川駅）下車

## 公共施設
- 志木市立志木第二小学校
- 志木市立志木第四小学校
- 志木市立志木第二中学校
- 市立館保育園
- 市立柳瀬川図書館
- 志木市民体育館
- 柳瀬川駅前郵便局
- 館近隣公園

## 商業施設
- ぺあも～る（商店街）
- 志木ニュータウン鹿島ビル（駅前商業ビル）
  - 三井住友銀行
  - サミットストア
  - スポーツクラブNAS志木
  - 志木サテライトオフィス
- 志木ペアクレセントビル
  - 柳瀬川駅前郵便局

## 抱える問題点
- 建設から数十年が経過し、住人の高齢化が問題になっている。テレビ東京「日経スペシャル ガイアの夜明け」[1]や、NHK「首都圏ネットワーク」[2]で取り上げられた。

## その他
柳瀬川駅 - 新座オリンピックからの無料送迎バスがあった。オリンピック発のバスは運転手に下車先を言えばただしニュータウン内に限り目的地で下車できた。なお、このバスは現在運行されていない。